# Éric Lecomte
Pas d'image ? Cliquez ici

a Compétitions nationales et continentales officielles uniquement.

Dernière mise à jour le 16 août 2017.
Éric Lecomte, né le 19 novembre 1968 à Bourges, est un joueur français de rugby à XV qui a joué notamment avec l'AS Montferrand évoluant au principalement au poste de deuxième ligne mais s'il lui arrive de jouer également en troisième ligne.
Il est sélectionné en équipe de France A en 1998 et 1999.

## Carrière de joueur
- -1989 : Saint-Florent-sur-Cher[2]
- 1989-2003 : AS Montferrand
- 2003-2004 : RC Vichy

En 2016, le site Rugbyrama le classe septième parmi les 10 meilleurs joueurs de l'histoire de l'ASM Clermont Auvergne.

## Palmarès

### Compétitions nationales
- Championnat de France de première division :
  - Vice-champion (3) : 1994 , 1999 et 2001 (AS Montferrand)
- Challenge Yves du Manoir :
  - Finaliste (1) : 1994 (AS Montferrand)
- Coupe de la ligue :
  - Vainqueur (1) : 2001 (AS Montferrand)

### Compétitions internationales
- Challenge européen :
  - Vainqueur (1) : 1999 (AS Montferrand)